# Celso Delgado
Pour les articles homonymes, voir Delgado et Arce.
Celso Luis Delgado Arce, né le 23 février 1958, est un homme politique espagnol membre du Parti populaire (PP).
Il est élu député de la circonscription d'Ourense lors des élections générales de mars 2000.

## Biographie

### Profession
Il est titulaire d'une licence en droit de l'Université de Saint-Jacques-de-Compostelle et est avocat. Il possède un master en direction d'entreprises et distribution commerciale.

### Activités politiques
Il a été député et premier vice-président du Parlement de Galice de 1997 à 2000.
Le 12 mars 2000, il est élu député pour Ourense au Congrès des députés et réélu successivement depuis.